# Grzegorz Wawoczny
Grzegorz Wawoczny (ur. 1973 w Raciborzu) – prawnik, wydawca, historyk-regionalista, dziennikarz, publicysta, nauczyciel.

## Życiorys
W 1992 ukończył naukę w II Liceum Ogólnokształcącym im. Adama Mickiewicza w Raciborzu, absolwent Wydziału Prawa Uniwersytetu Wrocławskiego (1997) oraz Kolegium Zarządzania Akademii Ekonomicznej w Katowicach (1998), właściciel Wydawnictwa i Agencji Informacyjnej WAW, autor kilkudziesięciu książek poświęconych dziejom Śląska, a także scenariuszy dla TVP oraz artykułów historycznych oraz turystycznych w mediach regionalnych oraz ogólnopolskich, m.in. Gazecie Wyborczej, do 2008 r. dziennikarz i redaktor naczelny tygodnika Nowiny Raciborskie, w lipcu 2008 r. współtwórca grupy medialnej Fabryka Informacji sp. z o.o., obecnie prezes zarządu tej spółki, a także redaktor naczelny portali naszraciborz.pl, naszwodzislaw.com, naszrybnik.com, ViaPoland.com, a także tygodnika Nasz Racibórz. Wydaje również portal historyczny ziemiaraciborska.pl. Od 2016 r. pracuje w Instytucie Kultury Fizycznej i Zdrowia Państwowej Wyższej Szkoły Zawodowej w Raciborzu, gdzie prowadzi wykłady i ćwiczenia na kierunku Turystyka i Rekreacja (m.in. zagadnienia komunikacji medialnej, prawa, zarządzania, regionalizmu), współpracuje stale z II LO w Raciborzu. Od lutego 2024 roku wicedyrektor Zamku Piastowskiego w Raciborzu. 

## Publikacje
- Tajemnice Raciborza, Racibórz 1996
- Kataklizmy w dziejach Raciborszczyzny, Racibórz 1998
- Księga Pamiątkowa II LO w Raciborzu, Racibórz 1998
- Rudy magiczne miejsce, Racibórz 1999
- Książęta opolsko-raciborscy. Wybrane postacie wspólnie z Norbertem Miką, Racibórz 2000
- Zagadki raciborskich podziemi, pod pseudonimem Jan Popiel, Racibórz 2000
- Miejsca Święte Ziemi Raciborskiej, Racibórz 2001